# دير الصليب بنقادة
دير الصليب بنقادة نشَأَ في القرن الرابع الميلادي على نفقة الملكة هيلانة أم قسطنطين العظيم، بعد اكتشافها الصليب المقدس، وهو الدير الوحيد على اسم الصليب في مصر والكنيسة الثانية في العالم بعد كنيسة أورشليم بالقدس في فلسطين. الذِكر الأول للدير في القرن السادس الميلادي تقريباً، ولكن ربما كان الدير قائمًا من القرن الخامس الميلادي.

## موقع الدير
يقع دير الصليب المقدس على الضفة الغربية من نهر النيل، بمركز نقادة، جنوب محافظة قنا، وحتى بداية منتصف السبعينيات من القرن العشرين كان الدير يقع على حافة الصحراء من جميع جوانبه، ولكن الآن يقع بين منازل العرب بحاجر دنفيق.

## وصف الدير الحالي
يتضمن في دير الصليب ثلاث كنائس هي كنيسة الأنبا شنودة التي تقع في الجزء الغربي للدير. وكنيسة العذراء التي تقع في الجزء الشرقي للدير. كنيسة الصليب المقدس، وهي مسقوفة بـ 15 قبة، والتي تتميز بوجود مذبحين بالهيكل الأوسط في ظاهرة فريدة وجدت بعد عام 1903 ميلادية، وذلك لحدوث معجزة كما يقال بمذبح كنيسة الصليب حيث لُحظ نزول زيت من المذبح، فقاموا ببناء مذبح آخر بديل له، وأصبحت الكنيسة تضم 3 هياكل و4 مذابح، كما يوجد بالكنيسة المغطس الأثري الذي يستخدم في عيد الغطاس.

## كنائس الدير
كنائس دير الصليب المقدس:
- كنيسة الصليب المقدس
- كنيسة العذراء
- كنيسة يوحنا المعمدان
- كنيسة القديس الأنبا شنوده رئيس المتوحدين

## كنيسة الصليب بدير الصليب وأنبا شنوده
يتكون دير الصليب من صالة مدخل الكنيسة من قبتين، تُدْخِل إلى صالة مدخل ثانية، ثم صحن الكنيسة المربع المُغَطَّى بتسعة قِباب محمولة على أكتاف من عمودين ملتصقين غالبًا من حيث أنهما كتف واحد. ويتقدم الصحن خورس أمام الهياكل. ومن بابين في الحائط البحري تُدْخِل إلى هيكلين جانبيين بحري الكنيسة (أمامهما صحن مربع). وجميع قِباب الكنيسة الـ25 من القِباب المنخفضة المحمولة على مثلثات كروية. والمباني الحالية ترجع لبعد عام 1917، الكنيسة بها ثلاث مذابح هم:
- مذبح الصليب (المذبح الأوسط)
- مذبح الرسل (المذبح الجنوبي)
- مذبح مارجرجس (المذبح الشمالي)

## وصلات خارجية
- دير الصليب بنقادة. موقع جريدة وطني (الدير الوحيد الذي يحمل اسم “الصليب” في مصر يرجع تاريخه إلى القرن الرابع الميلادي).
- دير الصليب بنقادة. موقع صوت المسيحي الحر (ما لا تعرفه عن دير الصليب المقدس في نقادة بقنا).

- دير الصليب بنقادة. موقع جريدة اليوم السابع الإلكترونية (ثاني أديرة العالم ويحمل الاسم نفسه.. أهم المعلومات عن دير الصليب بنقادة في قنا).
- دير الصليب بنقادة. موقع الأنبا تكلا هيمانوت.
- دير الصليب بنقادة. موقع صدى العرب (دير الصليب المقدس أشهر الأديرة القبطية الأرثوذكسية بـ«نقادة»).
- دير الصليب بنقادة. موقع مصراوي (بالصور- دير «الصليب المقدس» بقنا وجهة سياحية للمسيحيين والمسلمين).
- دير الصليب بنقادة. موقع فيتو («دير الصليب» قبلة السائحين بمدينة نقادة.. «تقرير»).